# Taourga
Taourga là một đô thị thuộc tỉnh Boumerdès, Algérie. Dân số thời điểm năm 2002 là 7.303 người.